# Manavazian
Les Manavazian, Manawazian ou Manawazean (en arménien Մանավազյան) sont les membres d'une famille de la noblesse arménienne. Ces nakharark sont attestés dans les sources jusqu'à leur extermination au IVe siècle.

## Histoire

### Tradition
Selon la tradition rapportée par l'historien médiéval arménien Moïse de Khorène, les Manavazian seraient d'origine haïkide et remonteraient à Manavaz. Cyrille Toumanoff interprète cette origine, par ailleurs commune aux Apahouni, aux Bznouni et aux Ordouni, comme étant urartéenne et peut-être royale. Un lien avec les Mannéens peut également être fait.

### Dans les sources
Ces nakharark apparaissent à la tête de la principauté de Hark (province arménienne historique du Tôroubéran ou Taron), dans la haute vallée de l'Arsanias, au nord des terres des Bznouni et à l'ouest de celles des Apahouni. Leur siège était la ville et forteresse de Mana[va]zkert.
La famille apparaît pour la dernière fois au IVe siècle : selon Fauste de Byzance, les Manavazian et les Ordouni s'affrontent dans de grandes luttes au début du règne du roi Khosrov III ; les deux familles ayant refusé l'arbitrage de l'évêque Albianos, Khosrov III leur envoie Vatché Mamikonian qui les extermine toutes deux. Les biens des Manavazian passent alors à l'Église arménienne.

« Vers ce temps-là, un grand conflit éclata dans le pays des Arméniens : deux grands satrapes et princes, maîtres et seigneurs de provinces et de pays entiers, étant aux prises, se firent l’un contre l’autre une guerre cruelle avec une violente inimitié. [...] C’était une guerre acharnée entre eux, qui fut la cause d’une ruine et d’un massacre immense d’individus. Enfin le roi Chosroès et le grand pontife Verthanès se décidèrent à envoyer le vénérable archevêque Albin pour rétablir la paix entre eux. On le traita avec mépris et on rejeta son intervention, en se moquant de ceux qui l’avaient envoyé. [...] Alors le roi, courroucé, envoya contre eux le commandant en chef de l’armée arménienne, Vatché, fils d’Ardavazt, chef de la maison des Mamigoniens, pour tuer et exterminer entièrement les deux familles. Le commandant Vatché, aussitôt arrivé, tomba sur les deux familles, les combattit et les mit en fuite, n’épargnant pas même un seul enfant mâle. »

— Fauste de Byzance, Histoire de l'Arménie, livre III, chap. IV.

### Sources primaires
- Fauste de Byzance (trad. Victor Langlois), Histoire de l'Arménie, Paris, 1867, livre III, chap. IV [lire en ligne (page consultée le 16 décembre 2012)].
- Moïse de Khorène (trad. Annie et Jean-Pierre Mahé), Histoire de l'Arménie, Paris, Gallimard, coll. « L'aube des peuples », 1993, 455 p. (ISBN 2-07-072904-4).

### Sources secondaires
- René Grousset, Histoire de l’Arménie des origines à 1071 [détail des éditions]
- (en) Robert H. Hewsen, Armenia : A historical Atlas, Chicago et Londres, The University of Chicago Press, 2001 (ISBN 0-226-33228-4).
- Jean-Pierre Mahé, « Affirmation de l'Arménie chrétienne (vers 301-590) », dans Gérard Dédéyan (dir.), Histoire du peuple arménien, Toulouse, Privat, 2007 (1re éd. 1982) (ISBN 978-2-7089-6874-5), p. 163-212.
- (en) Cyrille Toumanoff, Studies in Christian Caucasian History, Georgetown, Georgetown University Press, 1963, partie II, « States and Dynasties of Caucasia in the Formative Centuries », p. 147-273.